# Olympus XZ-1
Die Olympus XZ-1 ist eine digitale Kompaktkamera von Olympus, die von Januar 2011 bis September 2012 auf dem Markt war. Sie ist beim Hersteller in der Stylus-Produktfamilie eingeordnet, trägt das „Stylus“ jedoch nicht im Namen.
Herausragendes Merkmal der Kamera ist das eingebaute Zoomobjektiv mit 4-fachem optischen Zoom (6–24 mm, Kleinbildäquivalent 28–112 mm) und Anfangsöffnungen von f/1,8 bis f/2,5, das zum Zeitpunkt der Markteinführung das lichtstärkste Objektiv einer Kompaktkamera überhaupt war. Die Offenblende „F1.8“ ist entsprechend prominent auf der Vorderseite der Kamera vermerkt; zum ersten Mal kennzeichnete Olympus das Objektiv einer Kompaktkamera mit seiner angesehenen Objektivmarke Zuiko.

## Beschreibung
Hinter dem erwähnten lichtstarken Objektiv besitzt die XZ-1 einen verhältnismäßig großen (8,07 × 5,56 mm) 10-Megapixel-Bildsensor und eine am Sensor wirksame Bildstabilisierung. Sie hat keinen Sucher, aber einen Anschluss für die von Olympus separat angebotenen elektronischen Sucher, die allerdings den Zubehörschuh belegen.
Die Kamera kann mit Programm-, Zeit-, Blendenautomatik oder vollständig manueller Einstellung betrieben werden, daneben gibt es verschiedene Motivprogramme und Spezialeffekte. Ein besonderes Bedienelement ist der Einstellring um das Objektiv, mit dem je nach Modus Blende, Verschlusszeit oder Belichtungsindex eingestellt beziehungsweise ein Motivprogramm oder Effekt ausgewählt wird.

## Nachfolger
Die XZ-1 hat keinen direkten Vorgänger, da bei ihrem Erscheinen im Januar 2011 der Hersteller im entsprechenden Leistungssegment schon seit Jahren kein Produkt mehr herausgebracht hatte.
Nachfolger ist die auf der Photokina 2012 vorgestellte XZ-2, die bei gleichem Objektiv nun mit einem weiterentwickelten Sensor sowie Bildprozessor (TruePic VI), einem Schwenkdisplay sowie einem Objektivring mit umschaltbarer Funktion aufwartet.